# Jolochero 2.ª Sección
Jolochero 2.ª Sección es una localidad del municipio de Centro ubicado en la subregión centro del estado mexicano de Tabasco.

## Geografía
La localidad de Jolochero 2.ª Sección se sitúa en las coordenadas geográficas 18°07′12″N 92°47′55″O / 18.120000, -92.798611, a una elevación de 1 metros sobre el nivel del mar.

## Demografía
Según el Censo de Población y Vivienda 2020, efectuado por el Instituto Nacional de Estadística y Geografía, la localidad de Jolochero 2.ª Sección tiene 1,500 habitantes, de los cuales 774 son del sexo masculino y 726 del sexo femenino. Su tasa de fecundidad es de 2.3 hijos por mujer y tiene 302 viviendas particulares habitadas.
| Gráfica de evolución demográfica de Jolochero 2.ª Sección entre 1950 y 2020 |
|                                                                             |
| INEGI.                                                                      |